# 폰타시에베

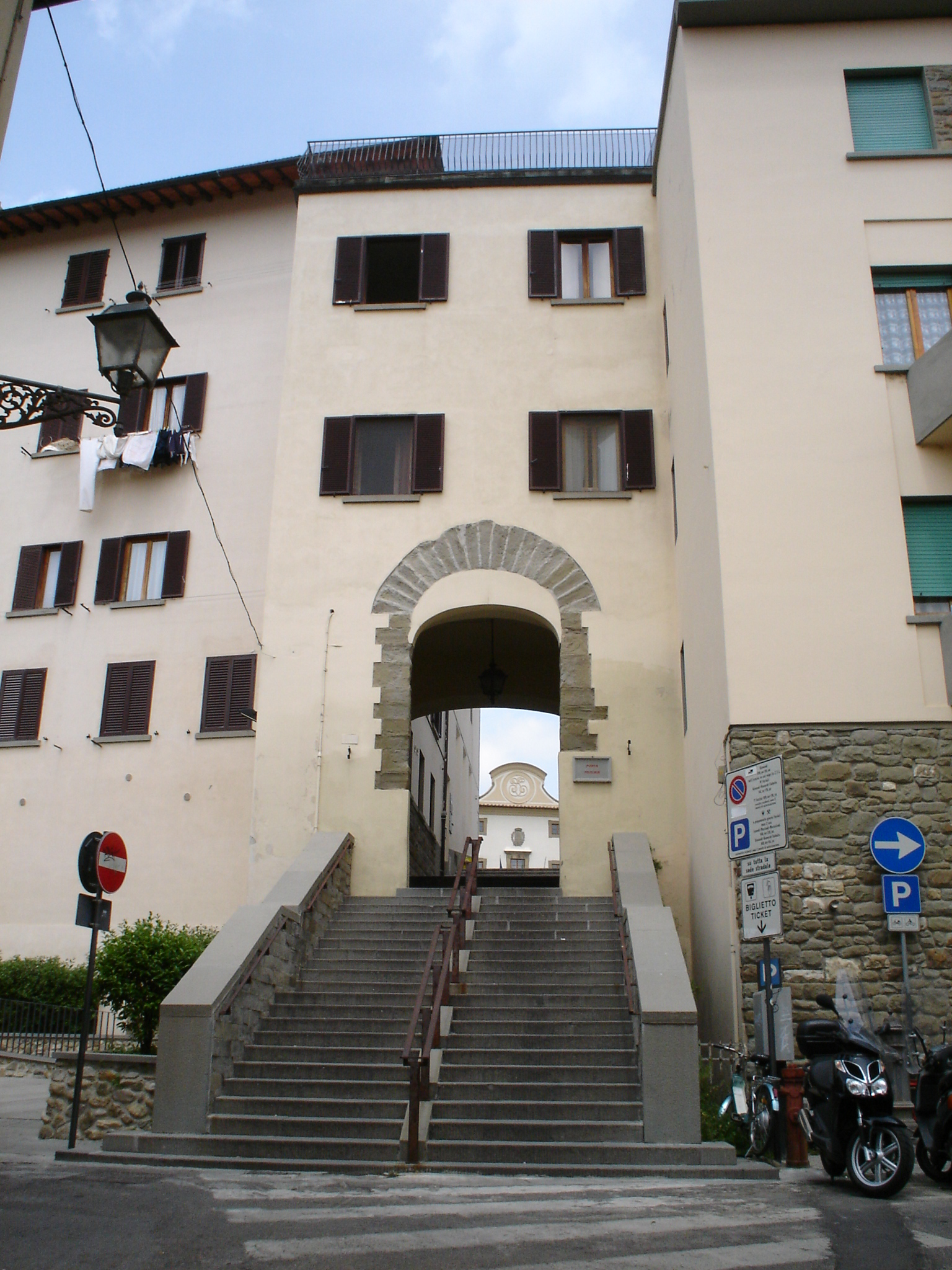
포르타 필리차이아(Porta Filicaia).

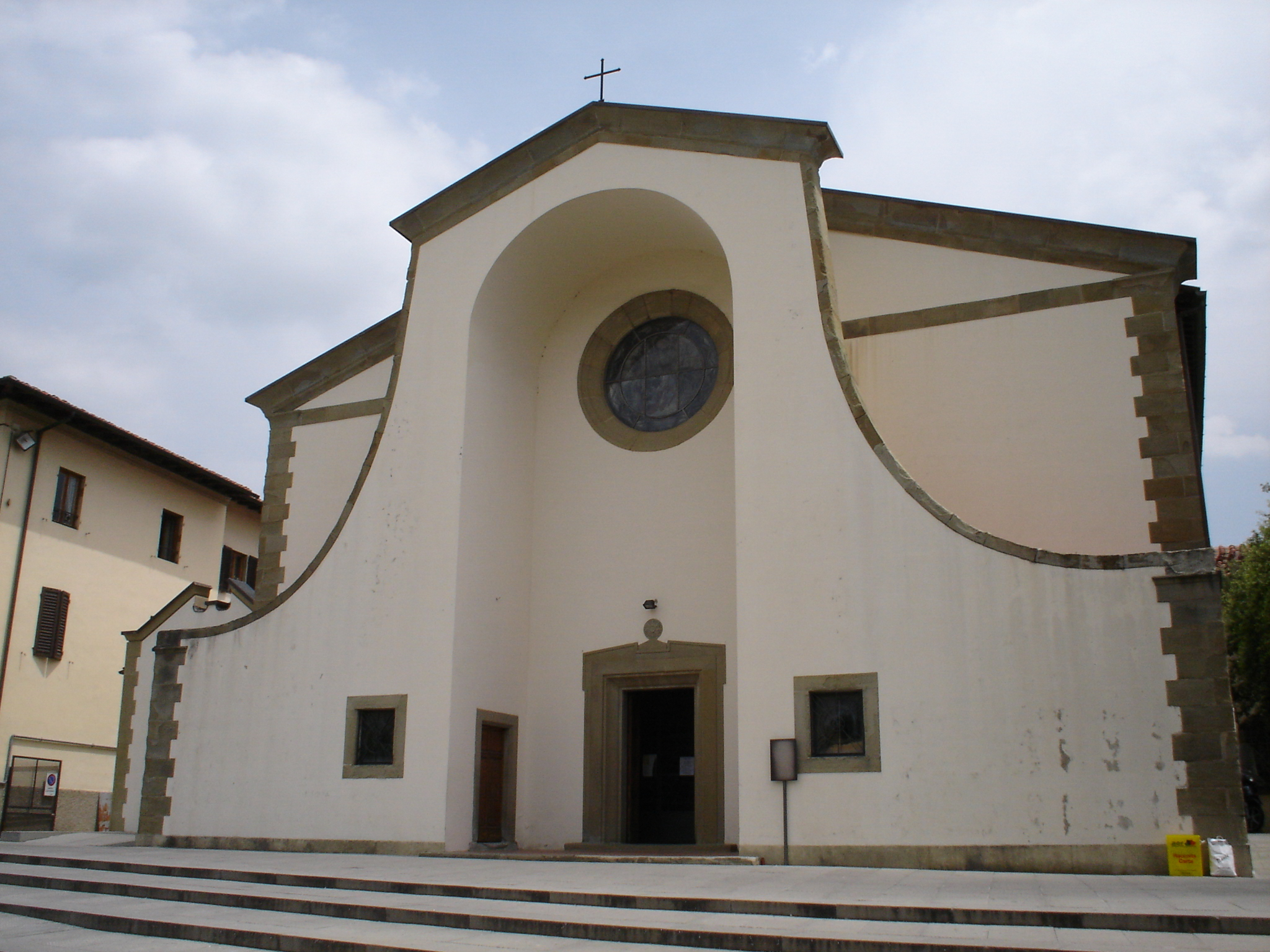
산 미켈레 아르칸젤로(San Michele Arcangelo) 교회.

폰타시에베(이탈리아어: Pontassieve)는 이탈리아 토스카나주 피렌체현에 있는 코무네다. 피렌체에서 동쪽 14km 거리에 있다.

## 역사
이 지역의 최초의 통치자는 11세기부터 군주권을 지녔던 것으로 기록된 쿠온나(Quona) 가문이였다. 이들의 분파는 시간이 흘러 12세기 말에 피렌체에 정착하여 1207년에 피렌체 주교구에 이 일대의 거대한 관할권을 구매한 필리차이아(Filicaia)라는 명칭으로서도 등장한다.
1375년에 피렌체 정부는 폰타시에베 토지에 전략상 특히 중요한 요새를 세웠다. 처음에 이 도시는 카스텔산탄젤로(Castel Sant’Angelo)라는 명칭을 지녔으나, 이후에 이 일대를 흐르는 강에 지어진 다리의 중요성에서 유래한 현재의 명칭을 획득했다. 그 다리는 무겔로와 카센티노, 아레초 지역으로 통하는 피렌체 공화국의 중요 이동로였다.
18세기 말 로렌 가문의 공작들은 이 지역 경제에 막대한 충격을 주었다. 이 지역의 개간과 카센티노, 에밀리아를 폰타시에베와 연결하는 새로운 도로 건설을 위한 공작의 사업덕에 폰타시에베는 놀라울 만큼의 경제 성장을 겪었다. 로렌 가문의 통치하에서 폰타시에베는 아르노(Arno)와 시에베(Sieve) 계곡 일대를 이루는 지역을 관리하는 공작 대리구 수준으로 올라갔다.
1859년의 피렌체-로마 철도선 건설은 지역 경제에 추가적인 여파를 주었으며, 산업 허브로 전환하게 되었다. 1861년에 폰타시에베는 새롭게 건설된 통일 이탈리아에 흡수되었다.
제2차 세계대전 기간 폰타시에베는 철도 교차로로서의 중요성으로 상당한 피해를 입었다. 철도와 도시는 연합군의 폭격기에 끊임없는 폭격을 당하였고 거의 모든 것이 파괴되었다. 오늘날의 도시 모습은 전후에 재건된 것들이다. 그럼에도 불구하고 도시 중심부에는 중세의 모습을 간직하고 있다.

## 자매 도시
- 독일 그리스하임
- 프랑스 생즈니라발
- 서사하라 티파리티
- 체코 즈노이모